# Mokodu Fall
Pour les articles homonymes, voir Fall.
Mokodu Fall est un artiste peintre et fashion designer né le 17 avril 1975 à Mbacké, Sénégal.  

## Biographie
Né en 1975, Mokodu Fall est un artiste plasticien contemporain senegalais autodidacte. Il pratique son art dans son pays au début des années 1990 en tant que caricaturiste politique pour le journal Afrique Économique et Le Débat. En 1996, il déménage en Italie où il continue comme artiste peintre.
Mokodu Fall est spécialisé dans la peinture figurative et son travail reflète les personnes qui ont contribué au développement de la culture africaine, de la paix mondiale et des cultures urbaines.
Son travail dépeint aussi des personnalités à travers le monde tels que Barack Obama, Cheikh Anta Diop, Léopold Sédar Senghor, Nelson Mandela, Ray Charles, Bob Marley et Youssou N'Dour.
Son travail a été exposé en Italie, en France, au Sénégal, à la foire d'art africain d'octobre 2015 à Paris, au Biennale d'art contemporain et de culture en 2015 à Rome, et au Biennale de Dakar en mai 2016

## Expositions
- 2013 : Jardin de L'amour par Stefania Valente (galerie Iper uranium)[8]
- 2015 : Roma Art Biennale Internale de l'art et de la culture[9]
- 2014 : Fête de l’indépendance du Sénégal à Rome
- 2016 : Scena Imperiale" par llara Giaccobi[10]
- 2016 : Destination West Africa" par Eugenio Attard
- 2016 : Borders Beyond The Limit Concept galerie Espace Oxygène (Rome)
- 2016 : 12e éditions de la biennale de Dakar[11]
- 2017 : Art Chat New galerie Boticieli (Rome)

## Expositions personnelles
- 2009 : Jardin de l'amour de Mokodu Fall  par Filippo Gasperii[12]
- 2010 : True Africa  par Cleophas Adrien
- 2011 : Au Jardin de Mokodu Fall  par Mary blue
- 2013 : True Africa par Daniele Laura (galerie Lo Yeti)[13]
- 2013 : Jardin de l'amour par Mokodu Fall
- 2013 : Signe d’intégration" par Laura Antonini (Programma integra)
- 2017 : Tutte le bugie sull'africa[14]